# هارلي أ. مارتن
هارلي أ. مارتن هو فلاح وسياسي أمريكي، ولد في 3 يناير 1880، وتوفي في 21 أغسطس 1951. انتخب عضو جمعية ولاية ويسكونسن ‏.